# NGC 5046
NGC 5046 é uma galáxia elíptica (E) localizada na direcção da constelação de Virgo. Possui uma declinação de -16° 19' 36" e uma ascensão recta de 13 horas, 15 minutos e 45,0 segundos.
A galáxia NGC 5046 foi descoberta em 17 de Maio de 1881 por Edward Singleton Holden.